# Dead Ringer (película de 1964)
Dead Ringer, conocida en España e Hispanoamérica como Su propia víctima y ¿Quién yace en mi tumba?, es una película de suspenso de 1964 dirigida por Paul Henreid y protagonizada por Bette Davis. Este es el segundo largometraje en el que Davis interpreta el papel de gemelas, siendo el primero A Stolen Life (1946).

## Sinopsis
Edith Phillips (Bette Davis) y Frank DeLorca se ven obligados a renunciar a su amor cuando la hermana gemela de Edith, Margaret, anuncia que está esperando un hijo de Frank. Tras la muerte de DeLorca dieciocho años después, Edith descubre que el embarazo no fue más que una artimaña de Margaret para casarse con Frank. Furiosa, Edith hará todo lo posible por recuperar la vida que su hermana le robó, sin ser consciente de que al mismo tiempo estará cavando su propia tumba.

## Reparto
- Bette Davis - Margaret DeLorca/Edith Phillips
- Karl Malden - Jim Hobbson
- Peter Lawford - Tony Collins
- Philip Carey - Sargento Hoag
- Jean Hagen - Dede Marshall
- George Macready - Paul Harrison
- Estelle Winwood - Dona Anna
- George Chandler - George
- Cyril Delevanti - Henry
- Bert Remsen - Daniel «Dan» Lister
- Ken Lynch - Capitán Johnson
- Perry Blackwell - organista

## Producción
El argumento de Dead Ringer, obra de Oscar Millard y Albert Beich, quienes se basaron en el cuento de 1944 La Otra, de Rian James, fue abandonado por Warner Bros. hasta 1963; para entonces ya había sido llevado a la gran pantalla en la película mexicana de 1946 La otra, dirigida por Roberto Gavaldón y protagonizada por Dolores del Río. La película sería objeto de una nueva versión en 1986 bajo el título Killer in the Mirror, filme para televisión protagonizado por Ann Jillian. El argumento se desarrolla en Los Ángeles y Beverly Hills, siendo las escenas de interiores rodadas dentro y fuera de la Mansión Greystone. Por su parte, las escenas del bar fueron filmadas en la esquina de Temple y Figueroa, en el centro de Los Ángeles, mientras que la escena del cementerio fue rodada en el Angelus-Rosedale Cemetery. Respecto a la banda sonora, esta fue compuesta por André Previn, mientras que la música de jazz corrió a cargo de la organista Perry Lee Blackwell y el batería Kenny Dennis, ambos músicos destacados pero sin acreditar en el filme (Blackwell apareció como intérprete al piano en la comedia romántica de 1959 Pillow Talk, protagonizada por Doris Day y Rock Hudson). Bette Davis deseaba en un principio que James Philbrook, de The New Loretta Young Show (1962), interpretase el papel de Jim Hobbson, el cual sería encarnado finalmente por Karl Malden. Por su parte, Davis no fue considerada como primera opción para protagonizar el filme, ya que el papel principal fue ofrecido a Lana Turner, quien lo rechazó debido a su negativa a interpretar a gemelas (Davis rechazaría un papel en Four for Texas (1963) para poder participar en Dead Ringer).
Pese a que Robert Aldrich fue candidato a dirigir el largometraje, la película terminaría siendo dirigida por Paul Henreid, coestrella de Davis en el drama romántico Now, Voyager (1942), interpretando una de sus hijas, Monika Henried, el personaje de Janet (Henreid describiría la cinta como 
«una experiencia maravillosa»). Esta fue la última película de la actriz Jean Hagen (fallecida en 1977) y del director de fotografía Ernest Haller, creador de los trucos visuales empleados en el filme A Stolen Life, los cuales mejoraría en Dead Ringer al mismo tiempo que empleaba ángulos adecuados para favorecer a Davis. A su vez, el maquillador Gene Hibbs fue contratado debido a su talento a la hora de hacer parecer jóvenes a las actrices maduras. Para rejuvenecer a Davis, Hibbs estiraba hacia atrás su rostro ligeramente caído con una serie de bandas elásticas y cinta adhesiva a las que él mismo llamaba «correas». Por otro lado, Jack Warner prestó su Bentley S1 para la película; este modelo, el único fabricado con el volante a la izquierda, fue empleado en febrero de 2019 por la soprano Linda Watson y su esposo Peter Ochsenhofer para trasladarse desde la iglesia en la que acababan de casarse, en Orinda, hasta la recepción en Lafayette, California. En cuanto al vestuario, el vestido metalizado de rayas negras que luce Perry Blackwell ya había aparecido en otras películas: Mildred Pierce (1945), cinta por la que la eterna rival de Bette Davis, Joan Crawford, ganó el Óscar a la mejor actriz; Hollywood Canteen (1944); y It's a Great Feeling (1949).

## Recepción
El filme ha sido aclamado por los críticos y por la audiencia actual, ostentando el honor de ser una de las pocas películas con una aprobación del 100% en Rotten Tomatoes, basada en nueve críticas.